# Paul Carpenter Standley
Paul Carpenter Standley fue un botánico y pteridólogo estadounidense, que realizó varios estudios en su campo de trabajo en la Escuela Agrícola Panamericana en la república de Honduras.

## Vida
Paul Carpenter Standley. (n. 1884, Ávalon, Misuri Estados Unidos de América– falleció el 2 de junio de 1963, en la ciudad de Tegucigalpa,MDC capital de Honduras).
Concurrió al "Colegio Drury" en Springfield, Massachusetts y al "Colegio Estatal de N. México", diplomándose de licenciado en 1907, y su Master of Sciences del Colegio del Estado de N. México en 1908, donde fue asistente de 1908-1909. Ingresa al "Museo Nacional de EE.UU", trabajando de 1909 a 1928. En la primavera de 1928 pasa al "Museo de Historia Natural", trabajando hasta 1950.
En 1941 exploró los bosques de Guatemala para Tropical Woods, revista especializada de la Escuela Forestal de la Universidad de Yale que tenía como objetivo ampliar el conocimiento de las maderas y bosques tropicales y fomentar la silvicultura en los trópicos. Describió los tipos de bosques y señaló las especies de mayor interés comercial para madera y pulpa, principalmente las coníferas nativas, como Cupresus lusitanica y Pinus caribeae. También describió algunas latifoliadas que se exportaron a Europa en la Segunda Guerra Mundial, entre estas, la Ceiba pentandra, que era uno de los árboles más abundantes en los paisajes del país.
Retirado en 1950, se muda a la Escuela Agrícola Panamericana, trabajando en su biblioteca y herbario, desarrollando actividades también a campo hasta 1956, hasta jubilarse en 1957; trasladándose a Tegucigalpa, donde fallece en la tarde del 2 de junio de 1963.
Contribuyó en:
- Árboles y Arbustos de México
- 1917 : New East African Plants
- 1925 : Lista preliminar de las plantas de El Salvador (con Salvador Calderón)
- 1926 : Plants of Glacier National Park
- 1934 : Common weeds
- 1937-1939 : Flora de Costa Rica
- 1941: The Forest of Guatemala
- 1943-1959 : Flora of Guatemala

## Honores

### Eponimia
- (Acanthaceae) Standleyacanthus Leonard[2]

- (Asteraceae) Standleyanthus R.M.King & H.Rob.[3]

- (Rubiaceae) Standleya Brade[4]

- La abreviatura «Standl.» se emplea para indicar a Paul Carpenter Standley como autoridad en la descripción y clasificación científica de los vegetales.[5]